# S&M
S&M(Symphony & METALLICA)は、メタリカが1999年に発表したライブ・アルバム。

## 概要
1999年4月21日から22日にかけて、メタリカと同じ本拠地のオーケストラ、サンフランシスコ交響楽団と共演ライブを行った様子が収録されている。収録されているのは『ライド・ザ・ライトニング』から『リロード』までの楽曲で、そこへさらに2曲の新曲「No Leaf Clover」「Minus Human」が収録されている。
この企画を持ち出したのは、オーケストラ側のマイケル・ケイメンである。アルバム『メタリカ』に収録されている楽曲「Nothing Else Matters」のストリングスをマイケル・ケイメンが担当したこともあり、その付き合いの延長線上から今回の企画へと発展した。
内容は、一言で言うとメタリカの楽曲にオーケストラ・アレンジを加えたというものである。楽曲はスラッシュメタル期・グルーヴメタル期の別なく選ばれており、ストレートなオーケストラとの共演ではなく、オーケストラをヘヴィメタルのフォーマットのなかで活かすアレンジがなされている。
ライブでのセットリストを組む際の楽曲の選考基準は、「オーケストラアレンジを加えることで、楽曲がどう生まれ変わるか」である。
その基準を満たしていなかったのか（ラーズ・ウルリッヒ曰く「上手くいかなかった」）、この企画に最もうってつけではないかと思われていた「The Unforgiven」や「Fade to Black」などの楽曲は除かれている（ただし似た構成の「One」は演奏されている）。
後に、VHS・DVDも発売された。

## 収録曲

### Disc1
1. ジ・エクスタシー・オブ・ゴールド - The Ecstacy of Gold [2:30]
2. ザ・コール・オブ・クトゥルー - The Call of the Ktulu [9:34]
3. メタル・マスター - Master of Puppets [8:54]
4. オブ・ウルフ・アンド・マン - Of Wolf and Man [4:18]
5. ザ・シング  - The Thing Should Not Be [7:26]
6. フューエル - Fuel [4:35]
7. ザ・メモリー・リメインズ  - The Memory Remains [4:42]
8. ノー・リーフ・クローヴァー - No Leaf Clover [5:43]
9. ヒーロー・オブ・ザ・デイ - Hero of the Day [4:44]
10. デヴィルズ・ダンス -  Devil's Dance [5:26]
11. ブリーディング・ミー - Bleeding Me [9:01]

### Disc2
1. ナッシング・エルス・マターズ - Nothing Else Matters [6:17]
2. アンティル・イット・スリープス - Until It Sleeps [4:29]
3. フォー・フーム・ザ・ベル・トールズ - For Whom the Bell Tolls [4:52]
4. マイナス・ヒューマン - Minus Human [4:19]
5. ホェアエヴァー・アイ・メイ・ローム - Wherever I May Roam [7:01]
6. アウトロー・トーン - Outlaw Torn [9:58]
7. サッド・バット・トゥルー - Sad But True [5:46]
8. ワン - One [7:53]
9. エンター・サンドマン - Enter Sandman [7:39]
10. バッテリー - Battery [7:24]

## 参加ミュージシャン
- ジェームズ・ヘットフィールド (James Hetfield)  - リズムギター/ボーカル
- カーク・ハメット (Kirk Hammet)  - リードギター
- ジェイソン・ニューステッド (Jason Newsted)  - ベース
- ラーズ・ウルリッヒ (Lars Ulrich)  - ドラム
- マイケル・ケイメン(Michael Kamen) -指揮者
- その他、サンフランシスコ交響楽団